# Ivan Rebernik

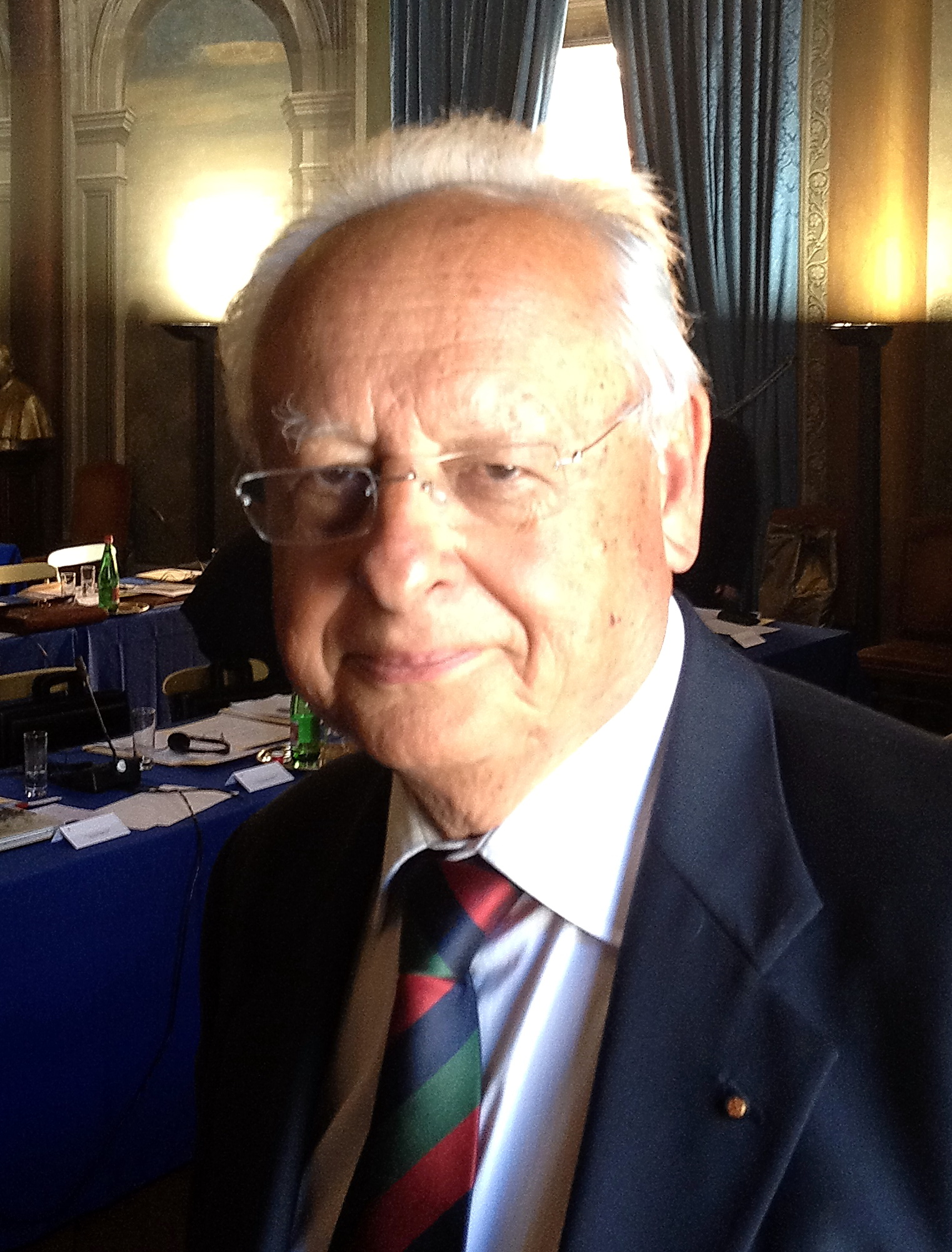
Ivan Rebernik (2012)

Ivan Rebernik (* 7. Oktober 1939 in Maribor) ist in Italien Bibliothekar und slowenischer Diplomat.

## Leben
Ivan Rebernik lebte nach seinem Abitur in Prevalje in Slowenien und Đakovo. Seit 1960 lebte er in Rom und studierte ab 1963 Katholische Theologie an der Päpstlichen Universität Gregoriana und wurde 1980 ebenda in Philosophie promoviert. 1967 wurde er an der Universitätsbibliothek der Gregoriana tätig. An der Smithsonian Institution Libraries und an der Katholischen Universität von Amerika studierte er Bibliothekswissenschaften. Von 1980 bis 2004 war er Bibliothekar der Vatikanischen Apostolischen Bibliothek und Direktor für die Abteilung der Kategorisierung sowie des Katalogs der Drucke. Der Bibliothek angeschlossen ist die Vatikanische Schule für Paläographie, Diplomatik und Archivkunde und die Vatikanische Schule für Bibliothekswissenschaft, wo der Professor für Bibliothekswesen war.
Ab 1994 arbeitete er als Berater bei der Botschaft der Republik Slowenien beim Heiligen Stuhl. Von 2006 bis 2010 war er mit Ernennung durch Janez Drnovšek außerordentlicher und bevollmächtigter Botschafter der Republik Slowenien beim Heiligen Stuhl.
Er ist Vorstandsmitglied der Erzbruderschaft des Campo Santo Teutonico, der ältesten deutschen Nationalstiftung in Rom und war Leiter der Bibliothek des Römischen Instituts der Görres-Gesellschaft (RIGG). Rebernik ist Mitglied der Kolpingsfamilie Kamnica, die mit ihren Mitgliedern die größte Kolpingsfamilie in Slowenien ist.
2000 wurde er in den Ritterorden vom Heiligen Grab zu Jerusalem investiert. Am 27. März 2012 wurde er vom Kardinal-Großmeister Edwin Frederick O’Brien zum Ordenskanzler des Ritterorden vom Heiligen Grab zu Jerusalem ernannt; am 12. April 2016 trat Flavio Rondinini seine Nachfolge an. Am 12. Dezember 2016 erfolgte die Ernennung zum Ehrenkanzler.

## Ehrungen und Auszeichnungen
- Mitglied der Görres-Gesellschaft (1978)
- Aufnahme in die Erzbruderschaft des Campo Santo Teutonico (1978)
- Aufnahme in die Slowenische Päpstliche Theologische Akademie in Rom
- Ritter des Souveränen Malteserordens (2000)
- Ritter des Ritterordens vom Heiligen Grab zu Jerusalem (2000)
- Großkreuz des Ritterordens vom Allerheiligsten Erlöser und der Heiligen Brigitta von Schweden
- Ritter des Großen Kreuzes des Päpstlichen Piusordens (2009)
- Orden der Heiligen Kyrill und Methodius (2011)
- Goldene Palme von Jerusalem (2016)